# Sinajana
Sinajana (Chamorro : Sinahånña) est l'une des dix-neuf villes du territoire des États-Unis de Guam.

## Démographie
En 2010 sa population était de 2 592 habitants.